# WWE Cruiserweight Championship (1991-2007)

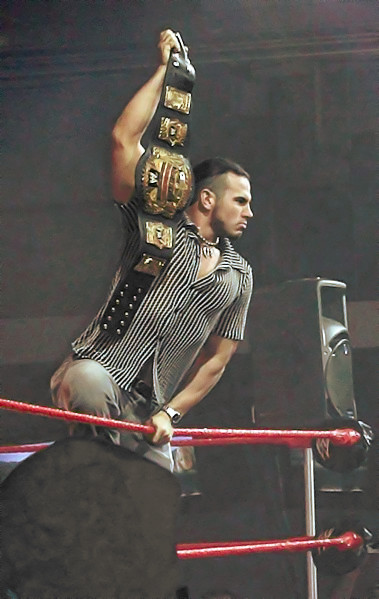
Matt Hardy con la cintura

Il WWE Cruiserweight Championship, in precedenza noto come WCW Light Heavyweight Championship e WCW Cruiserweight Championship, è stato un titolo di wrestling di proprietà della World Championship Wrestling e, in seguito, della World Wrestling Federation/Entertainment. Esso era riservato soltanto ai lottatori il cui peso era al di sotto dei 95 kg.
Il titolo fu creato il 20 marzo 1996 (anche se la WWF/E lo considera come una continuazione del WCW Light Heavyweight Championship, che debuttò il 27 ottobre 1991) ed è stato attivo fino al 28 settembre 2007.
Il titolo non va confuso con l'NXT Cruiserweight Championship, creato il 14 settembre 2016 come premio per il vincitore del Cruiserweight Classic, e che fino al 2 ottobre 2019 era noto come WWE Cruiserweight Championship, ritirato poi il 4 gennaio 2022. Nonostante abbiano avuto lo stesso nome, i due titoli sono considerati diversi e pertanto non condividono la stessa storia.

## Storia
Il WCW Light Heavyweight Championship venne creato dalla WCW nel 1991, con il campione inaugurale che fu deciso a seguito di un torneo al quale presero parte sette lottatori e che fu vinto da Brian Pillman. Nel settembre 1992 l'allora campione Brad Armstrong avrebbe dovuto difendere il titolo contro Pillman, ma dovette rinunciare alla difesa e al titolo a causa di un infortunio. Il titolo fu reso vacante e, nonostante l'annuncio di un nuovo torneo per la riassegnazione, ma questi non si tenne e il titolo fu disattivato. La WCW riconobbe questo e il successivo WCW Cruiserweight Championship come due titoli distinti, mentre la WWE lo considera come una prima versione del WCW Cruiserweight Championship, riconoscendone i campioni come detentori anche del secondo.
Nel 1996 la WCW creò la cintura del WCW Cruiserweight Championship, assegnandola tramite un torneo che vide vincere Shinjirō Otani, che sconfisse Wild Pegasus in finale. In seguito all'acquisizione della WCW da parte della WWF, questa ne ottenne anche i diritti sui titoli, e il 18 novembre 2001 il titolo fu rinominato in WWF Cruiserweight Championship, rimpiazzando il già esistente WWF Light Heavyweight Championship, diventando un'esclusiva del roster di SmackDown! nel marzo 2002.
Il 5 maggio 2002, infine, il titolo cambiò nome definitivamente in WWE Cruiserweight Championship. Nel 2005 la WWE iniziò a riferirsi al titolo come mondiale, ma non ne ha mai cambiato ufficialmente il nome. L'ultimo campione fu Hornswoggle, prima che il titolo venisse prima reso vacante e poi ritirato il 25 settembre 2007.
Il 14 settembre 2016 la WWE creò un'altra versione del WWE Cruiserweight Championship, assegnato al vincitore del torneo Cruiserweight Classic e successivamente rinominato in NXT Cruiserweight Championship, e ritirato poi il 4 gennaio 2022, ma i due titoli non condividono la stessa storia, anche se hanno avuto lo stesso nome per tre anni.

### Cintura
Quando il titolo era chiamato WCW Light Heavyweight Championship la cintura era di cuoio nero e la placca centrale dorata, con un planisfero azzurro al centro e con la scritta "Light Heavyweight Championship", mentre in alto, in rosso, vi era il logo della WCW. Quando il titolo cambiò nome, divenendo il WCW Cruiserweight Championship, cambiò anche design, presentando sempre un planisfero azzurro al centro ma stavolta aveva la scritta "World Cruiserweight Wrestling Championship" (con la scritta in rosso Cruiserweight nel mezzo). Con l'acquisto della WCW da parte della World Wrestling Federation il titolo, rinominato appunto WWF Cruiserweight Championship, mantenne il suo precedente design. Quando invece la World Wrestling Federation divenne la World Wrestling Entertainment, il titolo cambiò design per l'ultima volta: la placca centrale, sempre dorata, presentava i contorni seghettati in alto e in basso e aveva la scritta "Cruiserweight Champion".

## Nomi
| Nome                               | Anno                             |
| ---------------------------------- | -------------------------------- |
| WCW Light Heavyweight Championship | 27 ottobre 1991–2 settembre 1992 |
| WCW Cruiserweight Championship     | 20 marzo 1996–18 novembre 2001   |
| WWF Cruiserweight Championship     | 18 novembre 2001–5 maggio 2002   |
| WWE Cruiserweight Championship     | 5 maggio 2002–25 settembre 2007  |

## Albo d'oro
| #                             | Campione             | Regno | Data              | Giorni | Località                         | Evento                       | Note | Fonti  |
| ----------------------------- | -------------------- | ----- | ----------------- | ------ | -------------------------------- | ---------------------------- | --- | ------ |
| World Championship Wrestling  |                      |       |                   |        |                                  |                              | |        |
| 1                             | Brian Pillman        | 1     | 27 ottobre 1991   | 59     | Chattanooga, Tennessee           | Halloween Havoc              | Il titolo nacque come WCW Light Heavyweight Championship. La WWE lo considera una versione precedente del Cruiserweight Championship, e riconosce i titoli come parte di esso, mentre per la WCW i due titoli erano considerati distinti.              | [ 8 ]  |
| 2                             | Jushin Thunder Liger | 1     | 25 dicembre 1991  | 66     | Atlanta, Georgia                 | House Show                   | | [ 8 ]  |
| 3                             | Brian Pillman        | 2     | 29 febbraio 1992  | 112    | Milwaukee, Wisconsin             | SuperBrawl II                | | [ 8 ]  |
| 4                             | Scotty Flamingo      | 1     | 20 giugno 1992    | 15     | Mobile, Alabama                  | Beach Blast                  | | [ 8 ]  |
| 5                             | Brad Armstrong       | 1     | 5 luglio 1992     | 59     | Atlanta, Georgia                 | House Show                   | | [ 8 ]  |
| —                             | Disattivato          | —     | 2 settembre 1992  | —      | Atlanta, Georgia                 | Clash of the Champions XX    | Il WCW Light Heavyweight Championship venne reso vacante in seguito ad un infortunio di Brad Armstrong. Un torneo per riassegnarlo fu indetto ma non si svolse mai, e il titolo venne disattivato.                                                     | [ 8 ]  |
| 6                             | Shinjirō Otani       | 1     | 20 marzo 1996     | 43     | Nagoya                           | Hyper Battle 1996            | Otani sconfisse Wild Pegasus nella finale del torneo vinse un torneo per decretare il campione inaugurale. La WCW riconosce il Cruiserweight Championship come un titolo differente dal Light Heavyweight Championship.                                | [ 9 ]  |
| 7                             | Dean Malenko         | 1     | 2 maggio 1996     | 67     | Lake Buena Vista, Florida        | WorldWide                    | In onda il 18 maggio 1996. | [ 10 ] |
| 8                             | Rey Mysterio Jr.     | 1     | 8 luglio 1996     | 111    | Lake Buena Vista, Florida        | Nitro                        | | [ 11 ] |
| 9                             | Dean Malenko         | 2     | 27 ottobre 1996   | 67     | Las Vegas, Nevada                | Halloween Havoc              | | [ 12 ] |
| 10                            | Último Dragón        | 1     | 29 dicembre 1996  | 23     | Nashville, Tennessee             | Starrcade                    | Era in palio anche il J-Crown di Dragón. | [ 13 ] |
| 11                            | Dean Malenko         | 3     | 21 gennaio 1997   | 33     | Milwaukee, Wisconsin             | Clash of the Champions XXXIV | |        |
| 12                            | Syxx                 | 1     | 23 febbraio 1997  | 125    | Daly City, California            | SuperBrawl VII               | | [ 14 ] |
| 13                            | Chris Jericho        | 1     | 28 giugno 1997    | 30     | Inglewood, California            | Saturday Nitro               | Jericho vinse il titolo in un House Show che venne successivamente mandato in onda su internet come Saturday Nitro. |        |
| 14                            | Alex Wright          | 1     | 28 luglio 1997    | 15     | Charleston, Virginia Occidentale | Nitro                        | | [ 15 ] |
| 15                            | Chris Jericho        | 2     | 12 agosto 1997    | 33     | Colorado Springs, Colorado       | Saturday Night               | In onda il 16 agosto 1997. |        |
| 16                            | Eddie Guerrero       | 1     | 14 settembre 1997 | 42     | Winston-Salem, Carolina del Nord | Fall Brawl 1997: War Games   | | [ 16 ] |
| 17                            | Rey Misterio Jr.     | 2     | 26 ottobre 1997   | 16     | Las Vegas, Nevada                | Halloween Havoc              | In un Mask vs. Title match. | [ 17 ] |
| 18                            | Eddie Guerrero       | 2     | 10 novembre 1997  | 49     | Memphis, Tennessee               | Nitro                        | | [ 15 ] |
| 19                            | Último Dragón        | 2     | 29 dicembre 1997  | 10     | Baltimora, Maryland              | Nitro                        | | [ 15 ] |
| 20                            | Juventud Guerrera    | 1     | 9 gennaio 1998    | 7      | Daytona Beach, Florida           | Thunder                      | | [ 18 ] |
| 21                            | Rey Mysterio Jr.     | 3     | 15 gennaio 1998   | 9      | Lakeland, Florida                | Thunder                      | | [ 18 ] |
| 22                            | Chris Jericho        | 3     | 24 gennaio 1998   | 113    | Dayton, Ohio                     | Souled Out                   | | [ 19 ] |
| 23                            | Dean Malenko         | 4     | 17 maggio 1998    | 25     | Worcester, Massachusetts         | Slamboree                    | Malenko vinse una Battle Royal quella notte, indossando la maschera di Ciclope per ottenere un'opportunità di vincere il titolo. |        |
| —                             | Vacante              | —     | 11 giugno 1998    | —      | Buffalo, New York                | —                            | Reso vacante poiché Malenko non vinse il titolo come sé stesso. |        |
| 24                            | Chris Jericho        | 4     | 14 giugno 1998    | 55     | Baltimora, Maryland              | The Great American Bash      | Jericho vinse per squalifica, ma il 12 luglio, a Bash at the Beach, Rey Mysterio Jr. sconfisse Jericho grazie all'intervento di Malenko. La notte seguente, tuttavia, Jericho tornò in possesso del titolo.                                            |        |
| 25                            | Juventud Guerrera    | 2     | 8 agosto 1998     | 37     | Sturgis, Dakota del Sud          | Road Wild                    | Dean Malenko era l'arbitro speciale. | [ 20 ] |
| 26                            | Billy Kidman         | 1     | 14 settembre 1998 | 63     | Greenville, Carolina del Sud     | Nitro                        | | [ 21 ] |
| 27                            | Juventud Guerrera    | 3     | 16 novembre 1998  | 6      | Wichita, Kansas                  | Nitro                        | | [ 21 ] |
| 28                            | Billy Kidman         | 2     | 22 novembre 1998  | 113    | Auburn Hills, Michigan           | World War 3                  | | [ 22 ] |
| 29                            | Rey Misterio Jr.     | 4     | 15 marzo 1999     | 35     | Cincinnati, Ohio                 | Nitro                        | | [ 23 ] |
| 30                            | Psychosis            | 1     | 19 aprile 1999    | 7      | Gainesville, Florida             | Nitro                        | In un Fatal 4-Way Match che comprendeva anche Blitzkrieg e Juventud Guerrera. | [ 23 ] |
| 31                            | Rey Misterio Jr.     | 5     | 26 aprile 1999    | 115    | Fargo, Dakota del Nord           | Nitro                        | | [ 23 ] |
| 32                            | Lenny Lane           | 1     | 19 agosto 1999    | 46     | Lubbock, Texas                   | Thunder                      | | [ 24 ] |
| —                             | Vacante              | —     | 4 ottobre 1999    | —      | —                                | —                            | Reso vacante poiché il Turner Broadcasting non accettò la pubblicità della gimmick omosessuale di Lane. |        |
| 33                            | Psychosis            | 2     | 4 ottobre 1999    | <1     | Kansas City, Missouri            | Nitro                        | Il titolo venne assegnato a Psychosis dopo che l'angle di West Hollywood Blonde venne abbandonato. | [ 23 ] |
| 34                            | Disco Inferno        | 1     | 4 ottobre 1999    | 48     | Kansas City, Missouri            | Nitro                        | | [ 23 ] |
| 35                            | Evan Karagias        | 1     | 21 novembre 1999  | 28     | Toronto                          | Mayhem                       | | [ 25 ] |
| 36                            | Madusa               | 1     | 19 dicembre 1999  | 28     | Washington                       | Starrcade                    | | [ 26 ] |
| 37                            | Oklahoma             | 1     | 16 gennaio 2000   | 2      | Cincinnati, Ohio                 | Souled Out                   | | [ 27 ] |
| —                             | Vacante              | —     | 18 gennaio 2000   | —      | Evansville, Indiana              | —                            | Reso vacante poiché Oklahoma aveva superato il peso limite per possedere il titolo. |        |
| 38                            | The Artist           | 1     | 20 febbraio 2000  | 29     | Daly City, California            | SuperBrawl 2000              | The Artist sconfisse Lash LeRoux nella finale del torneo per la riassegnazione del titolo. | [ 28 ] |
| 39                            | Billy Kidman         | 3     | 30 marzo 2000     | 1      | Baltimora, Maryland              | House Show                   | |        |
| 40                            | The Artist           | 2     | 31 marzo 2000     | 10     | Pittsburgh, Pennsylvania         | House Show                   | | [ 29 ] |
| —                             | Vacante              | —     | 10 aprile 2000    | —      | Denver, Colorado                 | —                            | Reso vacante da Eric Bischoff e Vince Russo insieme a tutti gli altri titoli della WCW. |        |
| 41                            | Chris Candido        | 1     | 16 aprile 2000    | 29     | Chicago, Illinois                | Spring Stampede              | Candido vinse un Six-Way match per la riassegnazione del titolo che comprendeva anche The Artist, Crowbar, Juventud Guerrera, Lash LeRoux e Shannon Moore.                                                                                             | [ 30 ] |
| 42                            | Crowbar e Daffney    | 1     | 15 maggio 2000    | 7      | Biloxi, Mississippi              | Nitro                        | Crowbar e Daffney sconfissero Chris Candido e Tammy Lynn Sytch in un Mixed Tag Team Match per diventare co-campioni. | [ 31 ] |
| 43                            | Daffney              | 2     | 22 maggio 2000    | 15     | Grand Rapids, Michigan           | Nitro                        | Daffney sconfisse Crowbar per diventare l'unica campionessa. | [ 31 ] |
| 44                            | Lieutenant Loco      | 1     | 6 giugno 2000     | 55     | Knoxville, Tennessee             | Thunder                      | In un Triple Threat match che comprendeva anche Disco Inferno. In onda il 7 giugno 2000. |        |
| 45                            | Lance Storm          | 1     | 31 luglio 2000    | 14     | Cincinnati, Ohio                 | Nitro                        | | [ 31 ] |
| 46                            | Elix Skipper         | 1     | 14 agosto 2000    | 49     | Kelowna                          | Nitro                        | Il titolo venne assegnato a Skipper dallo stesso Lance Storm. |        |
| 47                            | Mike Sanders         | 1     | 2 ottobre 2000    | 63     | Daly City, California            | Nitro                        | In un 2-on-1 Handicap Powerbomb match in cui Kevin Nash era in coppia con Sanders. | [ 31 ] |
| 48                            | Chavo Guerrero Jr.   | 2     | 4 dicembre 2000   | 104    | Lincoln, Nebraska                | Thunder                      | |        |
| 49                            | Shane Helms          | 1     | 18 marzo 2001     | 107    | Jacksonville, Florida            | Greed                        | Il titolo e gli altri riconoscimenti della WCW vennero acquistati dalla World Wrestling Federation il 23 marzo 2001. Il titolo mantenne il nome WCW Cruiserweight Championship e venne difeso nei programmi della WWF.                                 | [ 32 ] |
| World Wrestling Federation    |                      |       |                   |        |                                  |                              | |        |
| 50                            | Billy Kidman         | 4     | 3 luglio 2001     | 27     | Tacoma, Washington               | SmackDown!                   | In onda il 5 luglio 2001. | [ 33 ] |
| 51                            | X-Pac                | 2     | 30 luglio 2001    | 71     | Filadelfia, Pennsylvania         | Raw                          | Il 19 agosto 2001 il titolo venne unificato con il WWF Light Heavyweight Championship (con il ritiro di quest'ultimo) quando X-Pac sconfisse Tajiri.                                                                                                   | [ 34 ] |
| 52                            | Billy Kidman         | 5     | 9 ottobre 2001    | 13     | Moline, Illinois                 | SmackDown!                   | In onda l'11 ottobre 2001. | [ 35 ] |
| 53                            | Tajiri               | 1     | 22 ottobre 2001   | 162    | Kansas City, Missouri            | Raw                          | Il titolo venne rinominato WWF Cruiserweight Championship quando la WWF sconfisse l'Alliance il 18 novembre 2001 a Survivor Series. Il 25 marzo 2002 il titolo divenne un'esclusiva di SmackDown!.                                                     | [ 36 ] |
| 54                            | Billy Kidman         | 6     | 2 aprile 2002     | 19     | Rochester, New York              | SmackDown!                   | In onda il 4 aprile 2002. | [ 37 ] |
| 55                            | Tajiri               | 2     | 21 aprile 2002    | 23     | Kansas City, Missouri            | Backlash                     | Il 5 maggio 2002 il titolo venne rinominato WWE Cruiserweight Championship. | [ 38 ] |
| World Wrestling Entertainment |                      |       |                   |        |                                  |                              | |        |
| 56                            | The Hurricane        | 2     | 14 maggio 2002    | 40     | Montréal                         | SmackDown!                   | In un Triple Threat match che comprendeva anche Billy Kidman. In onda il 16 maggio 2002. | [ 39 ] |
| 57                            | Jamie Noble          | 1     | 23 giugno 2002    | 147    | Columbus, Ohio                   | King of the Ring             | | [ 40 ] |
| 58                            | Billy Kidman         | 7     | 17 novembre 2002  | 98     | New York City, New York          | Survivor Series              | | [ 41 ] |
| 59                            | Matt Hardy           | 1     | 23 febbraio 2003  | 100    | Montréal                         | No Way Out                   | | [ 42 ] |
| 60                            | Rey Mysterio         | 6     | 3 giugno 2003     | 112    | Anaheim, California              | SmackDown!                   | In onda il 5 giugno 2003. | [ 43 ] |
| 61                            | Tajiri               | 3     | 23 settembre 2003 | 98     | Filadelfia, Pennsylvania         | SmackDown!                   | In onda il 25 settembre 2003. | [ 44 ] |
| 62                            | Rey Mysterio         | 7     | 30 dicembre 2003  | 47     | Laredo, Texas                    | SmackDown!                   | In onda il 1º gennaio 2004. | [ 45 ] |
| 63                            | Chavo Guerrero       | 3     | 15 febbraio 2004  | 79     | Daly City, California            | No Way Out                   | | [ 46 ] |
| 64                            | Jacqueline           | 1     | 4 maggio 2004     | 12     | Tucson, Arizona                  | SmackDown!                   | In onda il 6 maggio 2004. | [ 47 ] |
| 65                            | Chavo Guerrero       | 4     | 16 maggio 2004    | 2      | Los Angeles, California          | Judgment Day                 | Guerrero vinse il titolo combattendo con una mano legata dietro la schiena, anche se il padre Chavo Classic gliela liberò durante l'incontro. | [ 48 ] |
| 66                            | Chavo Classic        | 1     | 18 maggio 2004    | 28     | Las Vegas, Nevada                | SmackDown!                   | In un Triple Threat match che comprendeva anche Spike Dudley. In onda il 20 maggio 2004. | [ 49 ] |
| 67                            | Rey Mysterio         | 8     | 15 giugno 2004    | 42     | Chicago, Illinois                | SmackDown!                   | In onda il 17 giugno 2004. | [ 50 ] |
| 68                            | Spike Dudley         | 1     | 27 luglio 2004    | 138    | Cincinnati, Ohio                 | SmackDown!                   | In onda il 29 luglio 2004. | [ 51 ] |
| 69                            | Funaki               | 1     | 12 dicembre 2004  | 70     | Atlanta, Georgia                 | Armageddon                   | | [ 52 ] |
| 70                            | Chavo Guerrero       | 5     | 20 febbraio 2005  | 37     | Pittsburgh, Pennsylvania         | No Way Out                   | In un Six-man Elimination match che comprendeva anche Akio, Paul London, Shannon Moore e Spike Dudley. | [ 53 ] |
| 71                            | Paul London          | 1     | 29 marzo 2005     | 126    | Houston, Texas                   | SmackDown!                   | In una 8-man Battle Royal che comprendeva anche Akio, Billy Kidman, Funaki, Nunzio, Scotty 2 Hotty e Spike Dudley. In onda il 31 marzo 2005. | [ 54 ] |
| 72                            | Nunzio               | 1     | 6 agosto 2005     | 68     | Bridgeport, Connecticut          | Velocity                     | | [ 55 ] |
| 73                            | Juventud             | 4     | 9 ottobre 2005    | 37     | Houston, Texas                   | No Mercy                     | | [ 56 ] |
| 74                            | Nunzio               | 2     | 15 novembre 2005  | 7      | Roma                             | House Show                   | | [ 57 ] |
| 75                            | Juventud             | 5     | 22 novembre 2005  | 26     | Sheffield                        | SmackDown!                   | In onda il 25 novembre 2005. | [ 58 ] |
| 76                            | Kid Kash             | 1     | 18 dicembre 2005  | 42     | Providence, Rhode Island         | Armageddon                   | | [ 59 ] |
| 77                            | Gregory Helms        | 3     | 29 gennaio 2006   | 385    | Miami, Florida                   | Royal Rumble                 | In una Cruiserweight Open che comprendeva anche Funaki, Jamie Noble, Nunzio e Paul London. A seguito di questa vittoria, Helms, che apparteneva al roster di Raw, passò a quello di SmackDown!.                                                        | [ 60 ] |
| 78                            | Chavo Guerrero       | 6     | 18 febbraio 2007  | 154    | Los Angeles, California          | No Way Out                   | In una Cruiserweight Open che comprendeva anche Daivari, Funaki, Jimmy Wang Yang, Scotty 2 Hotty e Shannon Moore. | [ 61 ] |
| 79                            | Hornswoggle          | 1     | 22 luglio 2007    | 65     | San Jose, California             | The Great American Bash      | In una Cruiserweight Open che comprendeva anche Funaki, Jamie Noble, Jimmy Wang Yang e Shannon Moore. | [ 62 ] |
| —                             | Ritirato             | —     | 25 settembre 2007 | —      | Indianapolis, Indiana            | SmackDown!                   | Il titolo venne reso vacante dalla General Manager Vickie Guerrero per tutelare Hornswoggle, visto il suo status di figlio illegittimo di Mr. McMahon (kayfabe). In onda il 28 settembre 2007. Il titolo venne poi ritirato con un annuncio ufficiale. |        |